# パリ条約 (1749年)
パリ条約（パリじょうやく、ドイツ語: Vertrag von Paris）は、1749年8月15日、フランス王国とジュネーヴ州の間で締結された条約。
フランス・サヴォイア戦争の講和条約であるリヨン条約において、サヴォイアはフランスにアヴュリー、シャンシー、エル＝ラ＝ヴィルを割譲した。これらの領地の住民はその大半がプロテスタントを信仰したため、フランス王アンリ4世はこれらの領地を領土交換でジュネーヴ州に譲ったが拒否され、ジュネーヴ州は1749年のパリ条約でようやくジェクスとの交換を成立させた。